# Liste der Werke von Voltaire

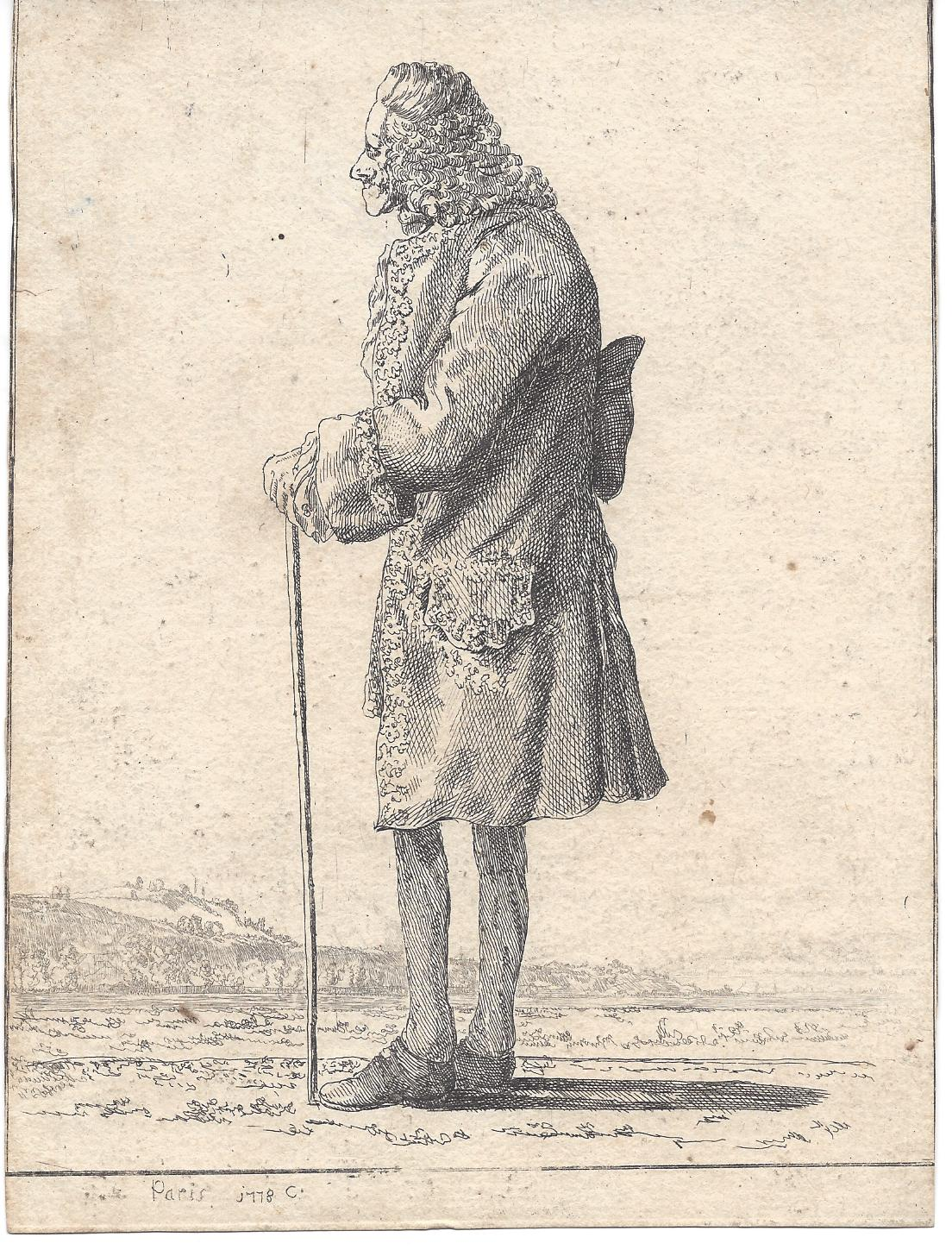
Jean Huber: Voltaire am Genfer See, 1778

Voltaire hinterließ mit weit über 700 einzelnen Texten eines der umfangreichsten und umfassendsten Werke der 
Literatur- und Geistesgeschichte.
Die Veröffentlichungsgeschichte und Drucklegung ist in ihrer Komplexität einzigartig und bis heute in vielen Details unvollständig oder gar nicht erforscht. Meilensteine der Bibliographie sind die Arbeiten und Werkverzeichnisse der Herausgeber der Kehler Ausgabe (1785–1790), Beaumarchais und Condorcet, sowie die editorische Tätigkeiten Adrien-Jean-Quentin Beuchots, Georges Bengescos, Louis Molands und Theodore Bestermans. 
Den aktuellen Stand darzulegen, versucht die historisch-kritische und vollständige Werkausgabe The Complete Works of Voltaire / Les Œuvres complètes de Voltaire (OCV, Oxford 1968-2022). Die Papierausgabe fand 2022 unter der Leitung von Nicholas Cronk ihren Abschluss. Sie umfasst nun 205 Bände. Eine digitalisierte Fassung ist in Arbeit.
Das Hauptproblem der Voltaire-Editionen liegt darin, dass zwischen der Entstehung und der autorisierten Drucklegung auch bei Hauptwerken bisweilen Jahrzehnte liegen. Viele wichtige Texte wurden erst postum vollständig oder gar im Erstdruck veröffentlicht. Der autorisierten Erstverlegung gehen oft mehrere Pirateneditionen nach unsicheren Abschriften oder gestohlenen Manuskripten voran. Auch gibt es vielfach Zugaben der Herausgeber, die in guter, aber auch böswilliger Absicht am Werk teilhaben wollten. Außerdem überarbeitete und erweiterte Voltaire viele seiner ihm wichtigen Texte mehrfach. Die Oxforder Herausgeber reagieren auf dieses Problem mit der Bestimmung und Abdruck eines Basistextes, der nicht immer der autorisierten Erstausgabe entsprechen muss.
Die folgende Auflistung hält sich (in weitest möglicher Annäherung an die Oxforder Voltaireausgabe) an den Zeitpunkt der autorisierten Erstveröffentlichung. Sofern eine (vermeintliche) Piratenedition mit historisch bedeutender Rezeption vorliegt, wie bei dem Versepos La Pucelle d’Orléans, wird auch diese einer Erstausgabe gleichgesetzt.
(Die Drucklegung der Pucelle ist exemplarisch für die komplexe Druckgeschichte der Werke Voltaires. Der Text der Pucelle wurde von Voltaire ca. ab 1730 verfasst. Das Poème war zunächst nicht zur Veröffentlichung, sondern nur zum Vortrag und zur Lektüre im Freundeskreis gedacht. Im Oktober 1755 erschien vermeintlich in Löwen, tatsächlich in Frankfurt am Main, eine Erstausgabe im Oktavformat mit 15 Gesängen, zu der Voltaire sich nicht bekannte. Sie umfasst 161 gezählte Seiten. Beinahe zeitgleich kamen, wahrscheinlich in den Niederlanden, zwei als „Première Edition“ deklarierte Ausgaben mit der fingierten Veröffentlichungsangabe „A Paris“ heraus, eine in 8° und eine 12°. Diese Ausgaben enthalten nur 14 Gesänge, zur Oktavausgabe erschien ein Supplement mit dem 15. Gesang. Als Herausgeber dieser Editionen gilt Laurent Angliviel de La Beaumelle. Ohne seine Verfasserschaft einzuräumen, nahm Voltaire am 14. November 1755 in einem Brief an die Académie Française Stellung zu den Ausgaben und gab zu erkennen, dass ihm die Reihenfolge ihrer Veröffentlichung und die wirklichen Erscheinungsorte bekannt waren. Die niederländischen Ausgaben bezeichnete er als „non plus exactes que la première“ (aus Frankfurt). Zwei weitere Ausgaben mit dem Erscheinungsvermerk „Louvain“ sowie eine Ausgabe ohne vollständiges Titelblatt und ohne Vorwort mit dem (Vorsatz)-Titel „La P. d’O“ erschienen noch im 4. Quartal 1755 wahrscheinlich in der Schweiz. Sie sind weitgehend satzidentisch mit der Frankfurter Erstausgabe, umfassen wie diese 161 Seiten, das Format ist jedoch 12°. (Bei der ersten dieser Ausgaben (OCV 7, S. 98, 2) sind Titelbatt und Préface in 8°, der Text in 12°).
In den folgenden Jahren erschienen zahlreiche weitere, nicht autorisierte Ausgaben, darunter 1756 drei Raubdrucke mit dem fingierten Erscheinungsvermerk „A Londres“, die besonders wegen der berüchtigten Fassung des „Eselsgesangs“ im letzten Kapitel Anstoß erregten. Als Herausgeber dieser in Wirklichkeit in den Niederlanden gedruckten Editionen und ihrer zahlreichen Wiederauflagen gilt Jean Henri Maubert de Gouvest. 1762 erschien die erste von Voltaire anerkannte Ausgabe bei den Frères Cramer in Genf mit 21 Gesängen. Eine weitere Ausgabe mit Anmerkungen unter dem Pseudonym eines Abbé Morza folgte 1773. Die letzte kritische Fassung nach der Intention Voltaires gab Jeroom Vercruysse 1970 heraus.

## Liste der Werke nach dem Jahr des Erstdruckes

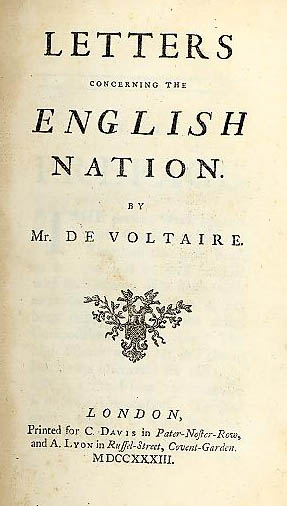
Letters concerning the English Nation 1733

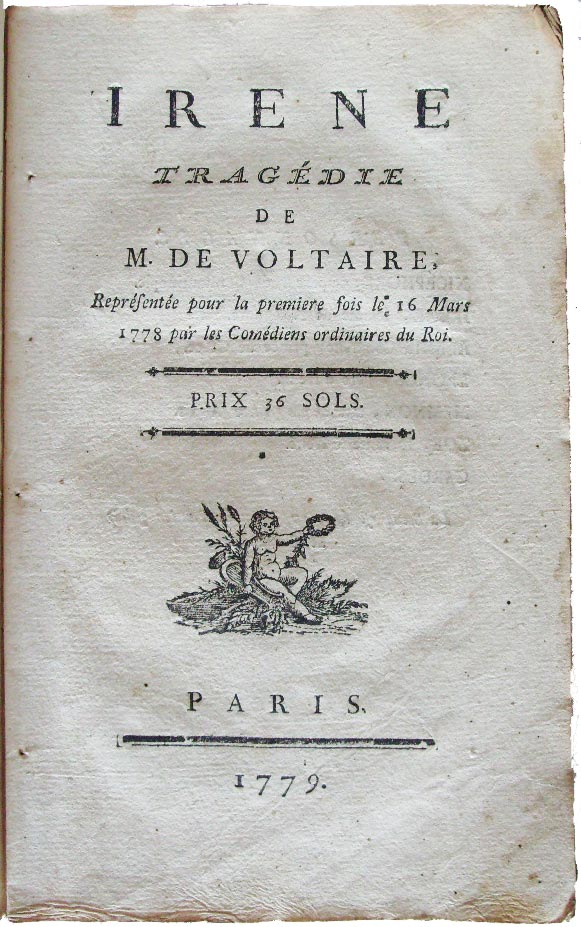
Irene 1779

- 1709: Ode Imitation de l’ode du R. père Le Jay sur sainte Geneviève (Nachdichtung der Ode des Vaters Le Jay über die heilige Genoveva) EA ohne Drucker ohne Ort, 7 S.online Werkverzeichnis Bengesco Nr. 536. Voltaire-Katalog (1978) der BnF Nr. 2265. Verfasst 1709
- 1719: Tragödie: Oedipe (Oedipus), EA Ribou und Huet, Paris, 8°; (VI), 131 S.online Bengesco Nr. 2. BnF Nr. 1260. Verfasst 1714
- 1723: Epos: La Ligue (Die Liga) EA Mokpap, Génève (Adam Viret, Rouen), 8°, VIII, 231 S.online Bengesco Nr. 360; BnF Nr. 1670. Die Erstauflage wird auf 2000 Exemplare geschätzt. Verfasst 1716
- 1724: Erzählung in Versen Le Cadenas (Das Vorhängeschloß), EA Bernard, Amsterdam, angebunden an die von Désfontaines herausgegebene Ausgabe der „La Ligue“ S. 172–175.online Bengesco 363. BnF Nr. 1678. Verfasst 1716
- 1724: Erzählung in Versen Le Cocouage (Die Hahnreischaft), EA Bernard, Amsterdam, angebunden an die von Désfontaines herausgegebene Ausgabe der „La Ligue“ S. 178–179.online Bengesco 363. BnF Nr. 1678. Verfasst 1716
- 1724: Tragödie (Fragmente): Artémire (Artemire), EA angebunden an die von Désfontaines herausgegebene Ausgabe der „La Ligue“ S. 185–189.online Bengesco Nr. 18. BnF Nr. 755. Verfasst 1719
- 1725: Tragödie Hérode et Mariamne (Herodes und Mariamne), EA Pissot und Flahault, Paris, 8°; (20), 95, 5 S.online Bengesco 19. BnF Nr. 927. Verfasst 1723
- 1725: Komödie: L'indiscret (Der Indiskrete), EA Pissot und Flahault, Paris, 8°; 60 S.online Bengesco 28. BnF Nr. 967. Verfasst 1724
- 1727: Abhandlung: An Essay upon the civil wars of France (Ein Essay über die französischen Bürgerkriege) EA Samuel Jallasson, London, 8°; (6), 130 S.online Verfasst 1727
- 1728: Epos über die letzte Phase der Religionskriege und Heinrich IV.in 10 Gesängen: La Henriade (Die Henriade) EA ohne Drucker, London, 4°; (VI), 10, 202 S.online Bengesco Nr. 265. BnF Nr. 1685. Überarbeitung und Erweiterung (La Ligue) 1728
- 1730: Biographie Histoire de Charles XII (Die Geschichte Karls XII) EA vernichtet, Teile der Ausgabe erneut bei Josse, Paris 1732 mit neuem Titelblatt und Schluss: 8°, XV, 472,(1) S. Bengesco Nr. 1260. BnF Nr. 3121. Verfasst 1727
- 1731: Tragödie Le Brutus (Brutus), EA Josse, Paris, 8°; XXXII, 110, (3) S.online Bengesco Nr. 34. BnF Nr. 758. Verfasst 1728
- 1733: Tragödie Zaïre, EA Jore, Rouen, 8°, (IV), 96 S.online Bengesco Nr. 54. BnF Nr. 1560. Verfasst 1732
- 1733: Abhandlung in Versen Le temple du goût (Der Tempel des Geschmacks), EA Hierosme print all (Jore), ohne Ort (Rouen), 8°; 63 S. Bengesco, Verfasst 1731
- 1733: Lettres philosophiques (Philosophische Briefe) erste Fassung (Letters concerning the English Nation), EA Davis and Lyon, London, 8°, (XIV), 253 S.online, Bengesco Nr. 1558, BnF Nr. 3701. Verfasst 1727–30
- 1734: Lettres philosophiques (Philosophische Briefe) zweite Fassung (Lettres écrites de Londres sur les Anglois et autres sujets), EA ohne Drucker (Bowyer), Basel (London), 8°, VI, 228 S.online, Bengesco Nr. 1558, BnF Nr. 3677. Verfasst 1727–30
- 1734: Lettres philosophiques (Philosophische Briefe) dritte Fassung + Brief XXV: Bemerkungen über Pascal (Lettres philosophiques ou lettres anglaises), EA Lucas (Jore), Amsterdam (Rouen), 12°, 2, 387 S.online Bengesco Nr. 1558, BnF Nr. 3666. Verfasst 1727–30
- 1736: Tragödie La Mort de César (Cäsars Tod), Originalausgabe Bauche, Paris 8°; 71 S. Bengesco Nr. 90. BnF Nr. 1205. Verfasst 1731
- 1736: Tragödie Alzire, ou les Américains (Alzire oder die Amerikaner), EA Bauche, Paris, 8°; 80 S.online Bengesco Nr. 106. BnF Nr. 709. Verfasst 1734
- 1736: Gedicht Le mondain (Der Kultivierte), ohne Drucker, ohne Ort (Paris), 8°, 8 S. Bengesco Nr. 677. BnF Nr. 2354. Verfasst 1736
- 1736: Gedicht La Crépinade, ohne Drucker, ohne Ort (Paris), 8°, 8 S. Bengesco Nr. 677. BnF Nr. 2354. Verfasst 1736
- 1738: Komödie L’Enfant prodigue (Der verlorene Sohn), EA Prault, Paris, 8°; 7 ungezählte, 104, 2 ungezählte S.online Bengesco Nr. 118. BnF Nr. 881. Verfasst 1736
- 1738: Spottgedicht La Mule du Pape (Das Maultier des Papstes), EA in dem Band „Lettres de M. de V*** avec plusieurs pieces de différents auteurs“, 1738. Verfasst 1734
- 1738: Abhandlung in Versen Discours en vers sur l’homme (Abhandlung in Versen über den Menschen) Verfasst 1737–1738
- 1738: Sachbuch Eléments de la philosophie de Newton (Grundbegriffe der Newtonschen Philosophie) EA, Ledet, Amsterdam, 8°; 399, 1 ungezählte S. Bengesco Nr. 1570. BnF Nr. 3744. Die Ledet Ausgabe ist fehlerhaft und enthält Passagen eines niederländischen Lektors. Die erste bereinigte, überarbeitete und autorisierte Verfassung erschien 1741 mit dem Impressum Londres (Prault, Paris).Verfasst 1736
- 1738: Episteln Epîtres sur le bonheur (Episteln über das Glück), EA Prault, Paris, 8°; 8,7,7 S.
- 1738: Epistel Epître à Uranie (Epistel an Uranie), EA erschienen in: Pièces libres de M. Ferrand, Godwin Harald, Londres, 8°; S. 169–176. Verfasst 1734 online
- 1738: Abhandlung Le Préservatif (Das Schutzmittel), EA Néaulme, La Haye, 12°; 45 ungezählte S. Bengesco Nr. 1568. BnF Nr. 3734. Verfasst 1738
- 1738: Abhandlung Supplement pour servir à l’Edition des Elemens de Neuton (Anhang zu den Elementen Newtons), EA ohne Drucker, Amsterdam, 8°; (4), XIV, 401–416 S.
- 1739: Biographie Vie de Molière (Das Leben Molières), Originalausgabe Catuffe, Amsterdam, 8°; 92 S. Bengesco Nr. 1578. BnF Nr. 3771. Der vorangegangene Erstdruck bei Prault wurde durch den Verleger bei der Schilderung des Begräbnisses zensiert. Verfasst 1733
- 1739: Denkschrift Mémoire du sieur de Voltaire (Denkschrift des Herrn Voltaire), EA Néaulme, La Haye (Paris), 8°; 56 S. Bengesco Nr. 1574. BnF Nr. 3742. Verfasst 1739
- 1740: Sachbuch La Métaphysique de Newton (Die Newtonsche Metaphysik), EA Ledet, Amsterdam, 8°; 71 S. Bengesco Nr. 1570. BnF Nr. 3754. Verfasst 1736
- 1742: Anonyme Schrift Conseils à M. Racine sur son poème de la Religion (Ratschläge an Herrn Racine für sein Gedicht die Religion), EA ohne Drucker, ohne Ort, 8°; 14 S. Bengesco Nr. 1585. BnF Nr. 3777. Verfasst 1742
- 1743: Tragödie: Le Fanatisme, ou Mahomet le prophète (Der Fanatismus oder Mohammed der Prophet), Originalausgabe Ledet, Amsterdam, 8°; XXII, 112 S. Bengesco Nr. 136. BnF Nr. 1010. Verfasst 1739 (ins Deutsche übersetzt von Goethe 1802)
- 1744: Tragödie La Mérope française (Die französische Merope), EA Prault, Paris, 8°; XXIV, 116 S.online Bengesco Nr. 152. BnF Nr. 1057. Verfasst 1737, Angebunden: Nouvelles considérations sur l’histoire (Neue Betrachtungen zur Geschichte), Verfasst 1744
- 1744: Rede in Reimen Discours en vers sur les événemens de l’année 1744 (Diskurs in Versen über die Ereignisse des Jahres 1744), EA Prault, Paris, 4°; 4 S.
- 1745: Opernlibretto: Samson (Samson), EA im Band VI der Werkausgabe Ledet, Amsterdam S. 5–54. BnF. Nr. 12. Verfasst 1733
- 1745: Abhandlung Discours de la Fable (Abhandlung über die Fabel), EA im Band VI der Werkausgabe Ledet, Amsterdam S. 214–218. BnF Nr. 12
- 1745: Abhandlung Courte Reponse aux longs Discours d’un Docteur Allemand (Kurze Antwort auf die lange Abhandlung eines deutschen Doktors), EA im Band VI der Werkausgabe Ledet, Amsterdam S. 231–237. BnF Nr. 12
- 1745: Abhandlung De la Mort d’Henri IV (Über den Tod Heinrichs des IV), EA im Band VI der Werkausgabe Ledet, Amsterdam S. 320–328. BnF Nr. 12.
- 1745: Abhandlung Relation touchant un Maure blanc (Bericht über einen weissen Mohren), EA im Band VI der Werkausgabe Ledet, Amsterdam S. 238–242. BnF Nr. 12. Verfasst 1744
- 1745: Brief Lettre sur les Inconvéniens attachés à la Littérature (Brief über die mit der Litteratur verbundenen Unbequemlichkeiten), EA im Band VI der Werkausgabe Ledet, Amsterdam S. 270–276
- 1745: Abhandlung Conseils à un Journaliste (Ratschläge an einen Journalisten), EA im Band VI der Werkausgabe Ledet, Amsterdam S. 280–319
- 1745: Historie Nouvelle Plan d’une histoire de l’esprit humain (Neuer Plan einer Weltgeschichte), EA im Mercur de France, Aprilausgabe. Verfasst 1744
- 1745: Gedicht La Bataille de Fontenoy (Die Schlacht bei Fontenoy), EA ohne Drucker, Paris. Verfasst 1745
- 1745: Libretto zu einem Comédie-ballet La Princesse de Navarre (Die Prinzessin von Navarra), EA Ballard, Paris, 8°; XVI, 106 S.online, Verfasst 1744
- 1745: Libretto zu einem Opéra-ballet: Le Temple de la Gloire (Der Ruhmestempel), EA Ballard, Paris, 4°; VIII, 48 S.online Verfasst 1745.
- 1746: Abhandlung in italienischer Sprache Saggio intorno ai cambiamenti avvenuti sul globo della terra – Dissertation sur les Changements arrivés dans notre globe (Abhandlung über die Wechsel die sich auf unserem Erdball ereigneten), EA Prault, Parigi, 8°; 21 S. Bengesco Nr. 1594. BnF Nr. 3786. Verfasst 1746
- 1746: Rede Discours prononcez dans l’Académie françoise (Rede vor der Académie française), EA Coignard, Paris, 4°; 35 S. Bemgesco Nr. 1593. BnF Nr. 3780. Verfasst 1746
- 1747: Erzählung: Zadig, ou la destinée (Zadig oder die Bestimmung), EA Originaltitel: Memnon, Pour la Compagnie, London (unbekannt, Amsterdam), 8°; 172 S.
- 1748: Lobrede Panégyrique de Louis XV. (Lobrede auf Ludwig XV.), EA ohne Drucker, ohne Ort, 8°; 49 S. Bengesco Nr. 1598. BnF Nr. 3790. Verfasst 1748
- 1748: Anekdoten Anecdotes sur le Czar Pierre le grand (Anekdoten über den Zaren Peter der Große), EA Werkausgabe Walther, Dresden, Band II,
- 1748: Vorwort Pyrrhonisme de l’histoire (Vorrede zu Geschichte Karls XII), EA Werkausgabe Walther, Dresden, Band II
- 1748: Oper Pandore (Pandora), EA Werkausgabe Walther, Dresden, Band III, S. 321–360
- 1748: Abhandlung De l’alcoran et de Mahomet (Vom Koran und von Mohammed), EA Werkausgabe Walther, Dresden, Band IV, S. 449–454
- 1748: Abhandlung De Cromvel (Von Cromwell), EA Werkausgabe Walther, Dresden, Band IV, S. 455–460
- 1748: Abhandlung Dissertation sur la tragédie ancienne et moderne (Dissertation über die alte und die moderne Tragödie), EA Werkausgabe Walther, Dresden,
- 1748: Erzählung La monde comme il va (Der Welt ihren Lauf lassen), EA Werkausgabe Walther, Dresden, Band VIII, S. 83–108
- 1748: Komödie La Prude (Die Scheinheilige), EA Werkausgabe Walther, Dresden, Band VIII, S. 129–264.online verfasst 1739
- 1749: Tragödie Sémiramis (Semiramis) EA Mercier und Lambert, Paris 8°; 182, 2 ungezählte S.
- 1749: Komödie Nanine (Nanine), EA Mercier und Lambert, Paris, 12°; XVI, (II),92 (1) S.online
- 1750: Tragödie Oreste (Orestes), EA Mercier und Lambert, Paris, 8°; (II), XXXII, 214 S.online
- 1750: Erzählung Memnon (Memnon), EA im Band „Recueil de pièces en vers et en prose par l’auteur de la tragédie de Sémiramis“, ohne Drucker, Amsterdam, 12°; S. 53–63
- 1750: Abhandlung Des Embellissemens de Paris (Über die Verschönerungen von Paris), EA im Band „Recueil de pièces en vers et en prose par l’auteur de la tragédie de Sémiramis“, ohne Drucker, Amsterdam, 12°; S. 76–90
- 1750: Pamphlet Remercîment sincère à un homme charitable, EA chez le Vray (unbekannt), Amsterdam (unbekannt), 8°, 15 S. Bengesco Nr. 1607, BnF Nr. 3808.
- 1750: Pamphlet La Voix du Sage, EA chez le Sincère (unbekannt), Amsterdam (unbekannt), 8°, 16 S. Bengesco Nr. 1609, BnF Nr. 3815.
- 1751: Siècle de Louis XIV – Die Zeiten Ludwigs XIV., EA Henning, Berlin, 12°, (7), 488 und (5)online, 466, (2) S.online Bengesco Nr. 1178. BnF Nr. 3361. Die im Auftrag Voltaires durch Henning in Berlin gedruckte Erstauflage betrug 3000 Exemplare. 2400 dieser Exemplare gelangten mit dem Impressum Hennings in den Handel. 500 Exemplare gingen an Dodley in London und kamen mit neuem Titelblatt und dem Impressum Dodleys 1752 in den Handel. 100 Exemplare verblieben beim Autor. Verfasst ab 1733 und bis zur endgültigen Fassung in der Werkausgabe Kehl kontinuierlich überarbeitet und erweitert.
- 1752: Erzählung Le Micromégas (Mikromegas), EA ohne Drucker, London (Granget, Paris), 12°; 92 S.
- 1752: Spottschrift Affaire Akakia, EA Witwe Neumann, Potsdam
- 1752: Tragödie: Amélie ou le Duc de Foix (Amélie oder der Herzog von Foix), EA Lambert, Paris, 12°; 64 S.online
- 1753: Historische Schrift Abregé de l'Histoire universelle (Abriss der Weltgeschichte), EA Néaulme, La Haye (3. Band Schöpflin, Colmar 1753)
- 1753: Tragödie Rome sauvée ou Catilina –(Das gerettete Rom), Originalausgabe im Supplément au siècle de Louis XIV, Walther, Dresden
- 1753: Historie Annales de l'Empire depuis Charlemagne (Annalen des Reiches seit Karl dem Grossen), EA Schöpflin, Colmar 12°; I: 48 ungezählte, 369, II: 4 ungezählte, 383 S.
- 1753–1754 Paméla, Mémoires pour servir à la vie de Monsieur de Voltaire, écrits par lui-même, posthum. Complete Works of Voltaire, OCV 45.
- 1754: Historische Schrift Essai sur l'Histoire universelle depuis Charlemagne (Versuch über die Weltgeschichte seit Karl dem Großen), EA Walther, Dresden, Band IV 1757, Bände V und VI 1758.
- 1755: Geschichtsdarstellung Histoire de la Guerre de mil sept cent quarante & un (Geschichte des Krieges von 1741), unautorisiert Saillant, Paris, 12°, Band 1, (4), 278 S., Band 2, 208 S.online
- 1755: Tragödie L’Orphelin de la Chine (Das chinesische Waisenkind), EA nur mit Halbtitel (Cramer, Genf), 8°; XV, (l), 80 S.online
- 1755: Versepos La Pucelle d'Orleans (Die Jungfrau von Orleans), nicht autorisierte Ausgabe, anonym. Löwen (richtig Esslinger?, Frankfurt am Main), 8°; 161 S.online
- 1756: La Religion naturelle, poème en quatre parties (Die natürliche Religion, Gedicht in vier Teilen), EA Genf (Paris) ohne Drucker, 8°, 24 S.
- 1756: Poème sur le désastre de Lisbonne (Gedicht über die Katastrophe von Lissabon, d. h. das Erdbeben von 1755), EA ohne Ort (Genf) und Drucker, 8°, 28 S.
- 1756: Essay sur l'Histoire générale et sur les moeurs et l'esprit des nations (Versuch über die Weltgeschichte und die Sitten und den Geist der Völker), EA Werkausgabe Cramer Bände XI bis XIV, Genf, bis 1763 auf 8 Bände erweitert
- 1759: Candide (Kandide), EA (Cramer, Genf) 8°; 299 S.online
- 1759: Histoire de l'Empire de Russie sous Pierre le Grand (Geschichte des russischen Reiches unter Peter dem Großen), Band I (Histoire de l'Empire de Russie sous Pierre le Grand), EA Cramer, Genf
- 1759: Tragödie Socrate (Sokrates), EA ohne Drucker, Amsterdam (Genf), 8°; 107 S.online
- 1759: Übersetzung und Bearbeitung Précis de l’Ècclésiaste et Précis du Cantique des cantiques (Buch der Prediger und das Hohelied Salomons), Erstabdruck im Journal encyclopédique, 15. Juli 1759
- 1759: Satire Relation de la maladie, de la confession, de la mort et de l’apparition du jésuite Bertier (Bericht von der Krankheit … des Jesuiten Berthier) EA ohne Impressum (Cramer, Genf, 1759), 4°; 6 S., Fortsetzung: …avec la Rélation du voyage de Frère Garasisse – Bericht von der Reise des Bruders Garassise, EA ohne Impressum (Cramer, Genf, 1760), EA 12°; 54 S.
- 1759: Komödie: La Femme qui a raison (Die Frau welche Recht hat), EA ohne Drucker, Genf (Cramer), 12°; 71 S.online
- 1760: Gedicht Le pauvre diable (Der arme Teufel), EA anonym, Paris, 12°; 22 S.
- 1760: Pamphlet: Requete addressée à Messieurs les Parisiens, par B. Jerôme Carré, natif de Montauban, traducteur de la Comédie intitulée, le Caffé ou l'Ecossaise, pour servir de post-preface à ladite comédie, (Jérôme Carrés Bitte an die Pariser), EA anonym, ohne Impressum, 8°; 8 S.
- 1760: Gedicht La Vanité (Vanitas), EA anonym, ohne Impressum, 4°; 4 S. Bengesco 686
- 1760: Gedicht Les Quand (Die Wenn), EA anonym, Genf 12°; 20 S im Rotdruck
- 1760: Sammelband Recueil des facéties parisiennes  (Sammlung Pariser Drolligkeite), nur das Vorwort in EA, anonym, Genf 8°; 282 S.
- 1760: Komödie Le Café ou l'Écossaise (Das Kaffeehaus), EA Cramer, Genf, 12°; XII, 204 S.
- 1760: Tragödie Tancrède – Tankred EA Prault, Paris, 8°; 80 S., Deutsch von Johann Wolfgang von Goethe, Vorlage für die Oper Tancredi von Gioachino Rossini
- 1761: Komödie L’Échange, ou Quand est-ce qu'on me marie? comédie en deux actes (Die Verwechslung, oder wann wird man mich verheiraten?), EA Wien, Ghelen, 1761, 8°, 54 S.
- 1761: Schrift Appel a toutes les nations de l’Europe, des jugements d’un écrivain anglais ou manifeste au sujet des honneurs du pavillon ente les théatres de Londres et de Paris – Aufruf an alle Nationen Europas, EA ohne Impressum, 8°; 111 S.
- 1761: Schrift Lettre de M. de Voltaire a M. Deodati de Tovazzi – Brief des Herrn von Voltaire an Herrn Deodati von Tovazzi, EA ohne Impressum (Bauche, Le Clerc und Lambert, Paris), 8°; 24 S.
- 1761 Lettres sur la Nouvelle Heloise ou Aloisia de Jean-Jacques Rousseau, Citoyen de Geneve, EA ohne Impressum, 32 S.
- 1761: Tragödie Zulime – Zulime, unautorisierte EA ohne Drucker, Genf, 8°; 71 S.
- 1762: Schrift Sermon des cinquante – Die Predigt in der Loge der Fünfzig EA ohne Impressum (Cramer, Genf), 8°; 27 S.
- 1762: Textherausgabe Extrait des sentimens de Jean Meslier – Auszug aus dem Testament des Jean Meslier, EA ohne Impressum (Cramer, Genf), 8°; 63 S.
- 1762: Lobrede Èloge de M. de Crébillon – Die Lobrede des Herrn Crébillon, EA ohne Drucker, Paris um, 8°; 34 S.
- 1762: Pamphlet Petit avis à un jésuite – Kleine Warnung an einen Jesuiten, EA ohne Impressum (Cramer, Genf), 8°; 4 S.
- 1762: Pamphlet Balance égale, EA ohne Impressum, 12°; 11 S.
- 1762: Versepos La Pucelle d'Orléans – Die Jungfrau von Orléans, autorisierte Ausgabe in 21 Gesängen, anonym, (Cramer, Genf), 8°; 358 recte 354 S. online
- 1762: Pamphlet Pièces originales concernant la mort des Srs Calas et le jugement rendu à Toulouse – Die Affaire Calas, EA ohne Impressum, 8°; 22 S.
- 1762: Pamphlet Mémoire de Donat Calas pour son père, sa mère et son frère – Denkschrift des Donat Calas, EA ohne Drucker, Chatelaine, 8°; 29 S.
- 1762: Pamphlet Histoire d’Elisabeth Canning et de Jean Calas – Die Geschichte der Elisabeth Canning und die des Jean Calas, EA ohne Impressum (Genf), 8°; 21 S.
- 1763: Geschichte des russischen Reiches unter der Regierung Peters des Großen, Band II (Histoire de l'Empire de Russie sous Pierre le Grand), EA Cramer, Genf
- 1763: Traité sur la tolérance – Traktat über die Toleranz, EA Cramer, Genf, 8°; IV, 211,(1) S.
- 1763: Schrift  Catéchisme de l’honnètte homme – Katechismus des rechtschaffenen Mannes, EA unbekannt, Genf, 8°; 23 S.
- 1763: Supplementband Additions à l’Essay sur l`Histoire générale et sur l’esprit et les moeurs des nations – Ergänzungen zum Essay über die Weltgeschichte und über den Geist und die Sitten der Nationen, EA ohne Impressum (Cramer, Genf), 8°; 467 S.
- 1763: Tragödie Saül – Saul, EA ohne Impressum (Cramer, Genf mit der falschen Jahreszahl 1755), 8°; 48 S.
- 1763: Komödie Le Droit du seigneur (Das Herrenrecht), illegitimer Erstdruck: Genf, Frères associés, (Duchesne, Paris); 8°; 119 S.
- 1763: Tragödie Olympie – Olympia, EA Knoch und Esslinger, Frankfurt und Leipzig, 8°; VI, 136 S.
- 1764: Wörterbuch Dictionnaire philosophique portatif – Philosophisches Wörterbuch, EA ohne Impressum (vermutlich Cramer, Genf), 8°; VIII, 344 S.
- 1764: Erzählungen Erzählungen des Guillaume Vadé, EA Cramer, Genf 8°;
- 1764: Erzählung in Versen Macare et Théleme, allegorie par M. de Voltaire, EA ohne Impressum (Paris), 8°; 8 S.
- 1765: Schrift La Philosophie de l’Histoire – Die Philosophie der Geschichte, EA Changuion, Amsterdam, 8°; VIII,(II), 336 S.
- 1765: Briefsammlung Sammlung von Briefen über die Wunder, EA Cramer, Genf, 8°; 232 S.
- 1765: Tragödie Adélaide du Guesclin – Adelaide von Guesclin, EA Witwe Duchesne, Paris, 8°; (VI), 72 S.online
- 1766: Pamphlet Avis aux public sur les parricides imputés aux Calas et Sirven, EA ohne Impressum (Cramer, Genf), 8°; 34 S.
- 1766: Brief A Letter from Mr. Voltaire to M. Jean-Jacques Rousseau, EA Payne, London, 8°; (II), 84 S. Bengesco 1728. BnF Nr. 4064. Verfasst 1766.
- 1766: Brief Lettre de Monsieur de Voltaire à Monsieur Hume, in: Le Docteur Pansophe ou Lettres de Monsieur de Voltaire, ohne Impressum (Cramer, Genf), 12°; 44 S. Bengesco 1728. BnF Nr. 4065. Verfasst 1766.
- 1766: Schrift Le philosophe ignorant – Der unwissende Philosoph, EA ohne Drucker, (Cramer, Genf), 8°; 171 S. Bengesco 1731. BnF Nr. 4075.
- 1766: Schrift Commentaire sur le livre ses délits et des peines – Kommentar zu Buch über Verbrechen und Strafen, EA anonym (Cramer, Genf), 8°, VIII, 120 S.
- 1767: Brief Réponse de Mr. de Voltaire a Mr. l´abbé Olivet, anhängend Éloge de l´Hypocrisie (Brief von M. de Voltaire an den Abbe Olivet und das Loblied auf die Heuchelei), EA ohne Impressum, 18 S.online
- 1767: Pamphlet Lettre d’un membre du Conseil de Zurich – Brief eines Zürcher Ratsmitgliedes, EA ohne Impressum (Genf), 8°; 7 S.
- 1767: Spottgedicht La Guerre civile de Génève – Der Bürgerkrieg von Genf, Erste bekannte Ausgabe ohne Drucker, Paris (unbekannt), 12°; 24 S.
- 1767: Pamphletsammlung Les Honnetetès littéraires, etc. etc. etc., EA ohne Impressum (Genf), 8°; 189 S.
- 1767: Schrift Fragment des Instructions pour le prince royal de ***, EA ohne Drucker, Berlin (Cramer, Genf), 8°; 77 S.
- 1767: Schrift Lettre sur les panégyriques, par Irénée Alethés, EA ohne Impressum (Cramer, Genf), 8°; 15 S.
- 1767: Schrift Homélies prononcées à Londres en 1765, EA ohne Impressum (Cramer, Genf), 8°; 78 S.
- 1767: Satire Les Questions de Zapata, EA ohne Drucker, Leipzig (Cramer, Genf mit falscher Jahresangabe 1766), 8°; 53 S.
- 1767: Kurzroman: L'Ingénu – Der Freimütige EA ohne Drucker, Utrecht, (Cramer, Genf), 8°; VIII, 240 S.
- 1767: Tragödie Les Scythes (Die Skythen), EA Cramer, Genf, 8°
- 1767: Tragödie Octave et le jeune Pompée – Oktavian und der Junge Pompeius, EA Lacombe, Paris, 8°; VIII, 180 S.online
- 1767: Komödie Charlot, EA Merlin, Paris, 8°; 69 S. Bengesco Nr. 217, BnF Nr. 839. Verfasst 1767
- 1767: Schrift La Défense de mon oncle – Die Verteidigung meines Onkels, EA ohne Impressum (Genf), 8°; 136 S.
- 1767: Schrift Essai historique et critique sur les dissentions des églises de Pologne – Historischer und kritischer Essay über die Meinungsverschiedenheiten der Kirchen Polens, EA ohne Drucker, Basel (Cramer, Genf), 8°; 54 S.
- 1767: Anekdote Anecdote sur Bélisaire – Anekdote über Belisar, EA ohne Impressum (Drucker und Ort unbekannt, 1767), 8°; 8 S.
- 1767: Briefsammlung Lettres à son Altesse Monseigneur le Prince de ****(Brunswick) – Briefe an seine Hoheit den Prinzen von **** (Braunschweig), EA Rey, Amsterdam (Cramer, Genf), 8°; 144 S. online
- 1767: Pamphlet Réponse catégorique au Sieur Cogé – Kategorische Antwort an Herrn Cogé, EA ohne Impressum (unbekannt, Genf), 8°; 2 S.
- 1767: Pamphlet La Prophétie de la Sorbonne, de l’an 1530 – Die Prophezeiung der Sorbonne aus dem Jahr 1530, EA ohne Impressum (Cramer, Genf), 8°; 2 S.
- 1767: Schrift Le Diner du Comte de Boulainvilliers – Das Diner beim Grafen Boulainvilliers, EA ohne Impressum (Grasset, Genf, falsche Jahreszahl 1728), 8°; 60 S.
- 1768: Brief Lettre de l’archveque de Cantobéri à l’archeveque de Paris – Brief des Erzbischofs von Canterbury an den Erzbischof von Paris, EA ohne Impressum (Cramer, Genf), 8°; 4 S.
- 1768: Schrift Le Sermon preche à Bale – Die in Basel gehaltene Predigt, EA ohne Impressum (Pellet, Genf), 8°; 22 S.
- 1768: Erzählung in Versen L’Éducation d’une fille – Die Erziehung einer Tochter, EA ohne Impressum (Paris), 8°; 7 S.
- 1768: Pamphlet Rélation du bannissement des jésuites de la Chine – Bericht von der Ausweisung der Jesuiten aus China, EA ohne Drucker, Amsterdam (Cramer, Genf), 8°; 28 S.
- 1768: Pamphlet Conseils raisonnables à Monsieur Bergier – Vernünftige Ratschläge an Herrn Bergier, EA ohne Impressum (Cramer, Genf), 8°; 31 S.
- 1768: Erzählung La Princesse de Babilone – Die Prinzessin von Babylon, EA ohne Impressum (Grasset, Genf), 8°; 182 S. Bengesco Nr. 1492, BnF Nr. 2931. Verfasst 1768
- 1768: Erzählung L’homme aux quarante écus – Der Mann mit den vierzig Talern, EA ohne Impressum (Grasset, Genf), 8°; Status I: 119 S. und Errata auf S. 120, Status II: 119 S, mit Kartons S. 15 und S. 20 und Errata auf S. 120, Status III: Kartons S. 15, S. 20, S. 74 ohne Errata. Bengesco Nr. 1478, BnF Nr. 2788. Verfasst 1768
- 1768: Pamphlet Discours aux confédérés catholiques de Kaminiek en Pologne, EA ohne Drucker, Amsterdam (Cramer, Genf), 8°; 16 S.
- 1768: Pamphlet L’Épitre aux Romains, par le comte Passeran – Epistel an die Römer, durch den Grafen Passeran, EA ohne Impressum (Cramer, Genf), 8°; 42 S.
- 1768: Pamphlet Remontrances du corps des pasteurs du Gévaudan à Antoine-Jean Rustan, EA ohne Drucker, Amsterdam (Cramer, Genf), 8°; 29 S.
- 1768: Abhandlung Des Singularités de la nature – Von den Sonderbarkeiten der Natur, EA ohne Drucker, Basel (Cramer, Genf), 8°; VIII, 131 S.
- 1768: Schrift Les Droits des Hommes et les usurpations des autres – Die Rechte der Menschen und die Anmaßungen der Päpste, EA ohne Drucker, Amsterdam (Cramer, Genf), 8°; 48 S.
- 1768: Pamphlet Les Colimacons du révérend père L’Escabotier, EA ohne Impressum (Cramer, Genf), 8°; 23 S.
- 1768: Pamphlet Homélie du Pasteur Bourn – Die Homelie des Pastor Bourn, EA ohne Impressum (Cramer, Genf), 8°; 16 S.
- 1768: Komödie: L’Échange, ou Quand est-ce qu’on me marie? – Der Austausch, oder wann werde ich verheiratet, EA van Ghelen, Wien, 8°; 47 S.
- 1768: Schrift Relation de la mort du Chevalier de la Barre – Bericht über den Tod des Chevalier La Barre, EA ohne Drucker (Marc-Michel Rey), ohne Ort (Amsterdam), 8°, 24 S., Bengesco Nr. 1722, BnF Nr. 4195. Verfasst 1767
- 1768: Schrift La Profession de foy des théistes – Das Glaubensbekenntnis der Deisten, EA ohne Impressum (Cramer, Genf)
- 1768: Schrift L’A, B, C, dialogue curieux – A, B, C, EA Freeman, London (wahrscheinlich Genf), 8°; VIII, 160 S.
- 1768: Gedicht Le Marseillois et le Lion – Der Marseiller und der Löwe, EA ohne Impressum (unbekannt), 8°; 14 S.
- 1769: Schrift Histoire du Parlement de Paris, Par M. l’abbé Big... – Die Geschichte des Pariser Gerichtshofes, EA ohne Drucker (Marc-Michel Rey), ohne Ort (Amsterdam, 2 Bände, 8°; (IV), VI, 246 und (IV), 245 S. Bengesco Nr. 1247, BnF Nr. 3345. Verfasst 1768
- 1769: Schrift Instruction du P. gardien des capucins de G*** – Anleitung des Oberen der Kapuziner von G*** (Gex), EA ohne Drucker, Amsterdam (unbekannt, Avignon), 12°; 99 S. Bengesco Nr. 1771, BnF Nr. 4216. Verfasst 1768
- 1769: Brief: Lettre anonime écrite à M. de Voltaire et la Réponse – Brief am Herrn von Voltaire und die Antwort, EA ohne Impressum (Drucker unbekannt, Genf, 1769), 8°; 32 S. Bengesco Nr. 1773, BnF Nr. 4200
- 1769: Satire: La Canonisation de saint Cucufin – Die Heiligsprechung de Sankt Cucufin, EA ohne Impressum (Cramer, Genf, 1769), 8; 24 S. Bengesco Nr. 1774, BNF Nr. 4203. Verfasst 1769
- 1769: Textsammlung: Collection d’anciens évangiles – Sammlung alter Evangelien, EA ohne Drucker, London (Rey, Amsterdam), 8°; II, 284 S. Bengesco Nr. 1776, BnF Nr. 4205. Verfasst 1769 online
- 1769: Flugschrift Le Cri des Nations – Der Aufschrei der Völker, EA ohne Impressum, 8°; 20 S. Bengesco Nr. 1778, BnF Nr. 4208. Verfasst 1769
- 1769: Schrift: Procès de Claustre – , EA Ohne Impressum, (Drucker unbekannt, Genf 1769), 8°; 31 S. Bengesco Nr. 1782, BnF Nr. 4210. Verfasst 1769
- 1769: Schrift Tout en Dieu, commentaire sur Mallebranche – Der Kommentar zu Mallebranche EA ohne Impressum (Cramer, Genf, 1769), 8°; 24 S. Bengesco Nr. 1783, BnF Nr. 4213. Verfasst 1769
- 1769: Briefroman Les Lettres d’Amabed – Amabeds Briefe, EA ohne Impressum (Cramer, Genf), 8°; 118 S.
- 1769: Schrift De la Paix perpétuelle, par le Docteur Goodheart – Über den dauerhaften Frieden durch den Doktor Goodheart EA ohne Impressum (Drucker unbekannt, Genf 1769), 8°; 74 S. Bengesco Nr. 1784, BnF Nr. 4214. Verfasst 1769
- 1769: Schrift Dieu et les hommes – Gott und die Menschen, EA De Vos, Berlin (unbekannt, Genf), 8°; VIII, 264 S. Bengesco Nr. 1785, BnF Nr. 4217. Verfasst 1769
- 1769: Schrift Défense de Louis XIV – Verteidigung Ludwig XIV EA ohne Impressum, 8°; 30 S.
- 1769: Schrift Les adorateurs, ou les Louanges de Dieu – Die Anbeter oder die Lobpreisungen des Herrn, EA ohne Drucker, Berlin (unbekannt, Genf), 8°; 42 S. Bengesco Nr. 1787, BnF Nr. 4221. Verfasst 1769
- 1769: Pamphlet Requète à tos les magistrats du royaume – Anfrage an alle Magistrate des Königreiches, EA ohne Impressum (unbekannt, Genf), 8°; 15 S. Bengesco Nr. 1789, BnF Nr. 4223. Verfasst 1769
- 1769: Tragödie: Les Guèbres ou la tolérance – Die Gheber, EA ohne Impressum (Grasset, Genf), 8°; 116 S. Bengesco Nr. 276, BnF Nr. 918. Verfasst 1768
- 1770: Tragödie Sophonisbe, EA Witwe Duchesne, Paris, 8°; XII, 71 S.
- 1770: Vorwort Préface de M. Abauzit – Vorwort von Herrn Abauzit, EA den Héroides von La Harpe vorgebunden in Band II der Choses utiles et agréables, (unbekannt) Bengesco Nr. 5221. Verfasst 1770
- 1770: Pamphlet Au Roi en son Conseil – An den König in seinem Rat, ohne Impressum (unbekannt), 8°; 16 S.
- 1770: Pamphlet Nouvelle Requete au Roi en son Conseil – Neue Anfrage an den König in seinem Rat, ohne Impressum (unbekannt), 8°; 6 S.
- 1770–1772: Questions sur l’encyclopédie par des amateurs, EA ohne Drucker und ohne Ort (Cramer, Genf), 9 Bände, 8°, 378, 391, 366, 382, 379, 353, 365, 371 und 378 S.
- 1770: Anmerkungen und Textherausgabe Journal de la cour de Louis XIV, Ein Tagebuch vom Hofe Ludwigs XIV, EA ohne Drucker, Londres (unbekannt, Genf), 8°; 174 S.
- 1770: Anmerkungen und Textherausgabe Les Souvenirs de Mme de Caylus – Die Erinnerungen der Madame Caylus, EA Robert, Amsterdam, 8°; VIII, 178 S.
- 1771: Flugschrift Lettre d’un jeune abbé – Brief eines jungen Geistlichen, EA ohne Impressum, 8°; 3 S.
- 1771: Flugschrift Réponse aux remontrances de la Cour des aides, EA ohne Impressum, 8° 6 S.
- 1771: Flugschrift Fragment d’une lettre écrite de Génève – Fragment eines Briefes aus Genf, EA ohne Impressum, 8°; 12 S.
- 1771: Flugschrift Avis important d’un gentilhomme à toute la noblesse du royaume. Hinweis eines Ehrenmannes an den Adel des Königreiches, EA ohne Impressum, 8°; 4 S.
- 1771: Flugschrift Remontrances du Grenier à sel, EA ohne Impressum, 8°; 14 S.
- 1771: Flugschrift Les peuples aux Parlements – Die Völker in die Parlamente, EA ohne Impressum, 8°; 11 S.
- 1771: Flugschrift L’Équivoque – Die Zweideutigkeit, EA ohne Impressum, 8°; 13 S.
- 1771: Flugschrift Sentiments des six Conseils établis par le Roi et de tous les bons Citoyens – Meinung von sechs vom König eingesetzter Räte und aller guten Bürger, EA ohne Impressum, 8°; 8 S.
- 1771: Flugschrift Sermon di papa Nicolas Charisteski, EA ohne Impressum (Genf), 8°; 8 S.
- 1771: Flugschrift La Méprise `d’Arras, EA Grasset, Lausanne, 8°; 29 S.
- 1772: Komödie Le Dépositaire (Der Treuhänder), Erstdruck in den Nouveaux Melanges Philosophiques, Historiques, Critiques etc., Douzieme Partie, (Genf, Cramer), 1772, 8°, S. 1–114. online
- 1772: Tragödie Les Pélopides – Die Pelopiden, Erstdruck in den Nouveaux Melanges Philosophiques, Historiques, Critiques etc., Douzieme Partie, (Genf, Cramer), 1772, 8°, S. 115–184.online
- 1772: Pamphlet Le Tocsin des rois – Das Sturmgeläut der Könige, EA ohne Impressum (Lyon) 8°; 7 S.
- 1772: Erzählung in Versen La Bégueule, conte morale, EA ohne Impressum (Paris), 8°; 11 S.
- 1772: Pamphlet Lettre de Monsieur de Voltaire à un de ses confrères de l’Académie – Brief des Herrn Voltaire an einen seiner Akademiemitglieder, EA Valadé, Paris, 8°; 7 S.
- 1772: Pamphlet Lettre de M. de V*** sur un écrit anonyme – Brief des Herrn Voltaire über ein anonymes Schreiben, EA ohne Drucker, Ferney 8°; 7 S.
- 1772: Pamphlet Sur le procès de Mademoiselle Camp – Über den Prozess des Fräuleins Camp, EA ohne Impressum, 8°; 8 S.
- 1772: Pamphlet Essai sur les probabilités en fait de justice, EA ohne Impressum (Genf), Lausanne, 8°; 35 S.
- 1772: Pamphlet Nouvelles probabilités en fait des justice, EA ohne Impressum (Genf), 8°; 20 S.
- 1772: Satire: Les Systèmes[8]
- 1773: Pamphlet Déclaration de M. de Voltaire sur le procés entre le comte de Monrangiès et les Verrons, EA ohne Drucker, Lausanne (Valadé), Paris, 8°; 16 S.
- 1773: Pamphlet Précis du procés de le comte de Morangiès contre la veuve Verron, EA ohne Impressum (Paris), 8°; 30 S.
- 1773: Pamphlet Lettre de Monsieur de Voltaire à Messieurs de la noblesse de Gévaudan – Brief des Herrn von Voltaire an die Herren des Adels von Gevaudan, EA ohne Impressum, 8°; 14 S.
- 1773: Pamphlet Seconde lettre de Monsieur de Voltaire à messieurs de la noblesse de Gévaudan – Zweiter Brief des Herrn von Voltaire an die Herren des Adels von Gevaudan, EA ohne Impressum (Paris), 8°; 8 S.
- 1773: Pamphlet Troisième lettre de Monsieur de Voltaire à messieurs de la noblesse de Gévaudan – Dritter Brief des Herrn von Voltaire an die Herren des Adels von Gevaudan, EA ohne Impressum (Paris), 8°; 12 S.
- 1773: Pamphlet Quatrième lettre de Monsieur de Voltaire à messieurs de la noblesse de Gévaudan – Vierter Brief des Herrn von Voltaire an die Herren des Adels von Gevaudan, EA ohne Impressum (Paris), 8°; 4 S.
- 1773: Pamphlet Discours de Me Belleguier – Abhandlung der Madame Belleguier, EA ohne Impressum (Cramer, Genf), 8°; 19 S.
- 1773: Abhandlung Thème de M. de Voltaire sur le Texte proposé par l’Université de la ville de Paris – Thema des Herrn von Voltaire über den von der Universität von Paris vorgeschlagenen Text, EA ohne Drucker, Genf, 8°; 28 S.
- 1773: Pamphlet Lettre sur le prétendue comète – Brief über den angeblichen Kometen, EA ohne Impressum, 8°; 8 S.
- 1773: Schrift  Fragments sur l`Inde, sur le général Lalli et sur le comte de Morangiès – Fragmente über Indien, den General Lalli und den Grafen von Morangies, EA ohne Impressum (Genf), 8°; 184 S.
- 1773: Tragödie Les Loix de Minos (Die Gesetze des Minos), Originalausgabe ohne Impressum (Cramer, Genf), 8°; XVI, 395 S.
- 1774: Pamphlet Lettre d’un écclésiastique sur le prétendu rétablissement des jésuites dans Paris – Brief eines Kirchenmannes über die angebliche Wiederkehr der Jesuiten in Paris, EA ohne Impressum (Schweiz), 8°; 13 S. Bengesco Nr. 1832. Verfasst 1774
- 1774: Erzählung Le Crocheteur borgne – Der einäugige Lastträger, EA in der Aprilausgabe des „Journal des Dames“, Paris, 12°;
- 1774: Erzählung Le taureau blanc – Der weisse Stier, EA ohne Drucker, Memphis (Paris), 8°; LXIV S.
- 1774: Nachruf Èloge de Louis XV, Grabrede für Ludwig XV, EA ohne Impressum, 8°; 16 S. Bengesco Nr. 1833. Verfasst 1774
- 1774: Abhandlung De la mort de Louis XV et de la fatalité – Über den Tod Ludwig XV und über das Schicksal, EA ohne Impressum, 8°; 14 S. Bengesco Nr. 1834. Verfasst 1774
- 1774: Verserzählung: Dialoge de Pégase et du vieillard – Gespräch zwischen Pegasus und dem Greis, EA ohne Impressum (Paris), 8°; 2, 22 S.
- 1774: Pamphlet Au Révérend Père en Dieu Messire Jean de Beauvais – An Hochwürden Herrn Jean von Beauvais, EA ohne Impressum (Genf), 8°; 8 S. Bengesco Nr, 1836. Verfasst 1774
- 1775: Kurzroman Histoire de Jenni, ou le Sage et l’athée – Jennis Geschichte oder der Weise und der Atheist, EA ohne Drucker, London (Genf), 8°; 72 S. Bengesco
- 1775: Pamphlet Petit écrit sur l’arret du Conseil – Kurzes Schreiben über den Beschluss des Rates, EA ohne Impressum, 8°; 7 S. Bengesco Nr. 1841. Verfasst 1775
- 1775: Pamphlet Diatribe à l’auteur des Èphémérides – Diatribe an den Autor des Ephemerides, EA ohne Impressum (vermutlich Lausanne), 8°; 32 S. Bengesco Nr. 1844. Verfasst 1775
- 1775: Satire Mon dernier Mot – Mein letztes Wort, EA im Mercure de France, Juni 1775. Bengesco Nr. 1845. Verfasst 1775
- 1775: Tragödie: Don Pèdre, roi de Castille – Don Pedro König von Kastilien, EA ohne Impressum, 8°; XVI, 139 S.
- 1776: Briefsammlung Lettres chinoises, indiennes et tartares à Monsieur Paw – Briefe aus China, Indien und der Tatarei an Herrn Paw , EA ohne Drucker, Paris (Neuchâtel), 8°; 292 S. Bengesco Nr. 1859. Verfasst 1775
- 1776: Schrift La Bible enfin expliquée – Die Bibel kurz erklärt, EA ohne Drucker, London (Rey, Amsterdam), 4°, 275 S.; oder 8°, Band 1, 274 S. Band 2, S. (4) 275–550 (1) S. Bengesco Nr. 1861. Verfasst 1776
- 1776: Erzählung in Versen Sésostris – Sesostris, EA im „Mercure de France“, Aprilausgabe 1776, Paris, 12°; Verfasst 1776
- 1776: Text- und Briefsammlung Commentaire historique sur les œuvres de l’auteur de la „Henriade“ – Historischer Kommentar über den Autor der „Henriade“, EA Drucker, Basel (unbekannt, Lausanne), 8°; 282 S. Bengesco Nr. 1862. Verfasst 1776
- 1776: Pamphlet Remontrances du pays de Gex au Roi – Verweise des Landschaft Gex an den König , EA ohne Impressum, 8°; 7 S., Bengesco Nr. 1866. Verfasst 1776
- 1776: Pamphlet Lettre de M. de Voltaire à l’Académie française – Brief des Herrn von Voltaire an die Académie francaise, EA ohne Impressum, 8°; 32 S., Bengesco Nr. 1868. Verfasst 1776
- 1777: Schrift Un Chrétien contre six juifs, EA ohne Drucker, La Haye (Genf), 8°; II, 303 S. Bengesco Nr. 1860. Verfasst 1776
- 1777: Schrift Dialoges d’Évhémère – Die Dialoge des Ephemerides, EA ohne Drucker, London (Rey, Amsterdam), 8°; 132 S. Bengesco Nr. 1873. Verfasst 1777
- 1777: Preisschrift Prix de la Justice et de l’Humanité, par l’Auteur de la Henriade – Preisfrage über Gerechtigkeit und Menschlichkeit, EA Londres ohne Drucker (Neuchâtel), 8°; IV, 120 S. Nicht bei Bengesco. Verfasst 1777
- 1778: Kommentar Commentaire sur „l’Esprit des Lois“ de Montesquieu – Kommentar über den Geist der Gesetze von Montesquieu, EA ohne Impressum, 8°; 125 S. (Das letzte zu Lebzeiten Voltaires veröffentlichte Werk), Bengesco Nr. 1872. Verfasst 1777
- 1779: Tragödie Irène – Irene, EA ohne Drucker, Paris (Schweiz), 8°; 62 S.
- 1779: Tragödie Ériphile – Eriphyle, EA ohne Drucker, Paris (Schweiz). 8°; 82 S. Verfasst 1736
- 1784: Memoirenauszug Mémoires pour servir à la vie de M. de Voltaire, écrits par lui-mème – Memoiren um Auskunft über das Leben von Monsieur Voltaire zu geben, von ihm selbst verfasst, EA Berlin (parallel an mehreren Orten)
- 1784: Tragödie Agathocle – Agathokles, EA Werkausgabe Kehl Band VI, 8°; S. 337–393.online
- 1784: Erzählung Cosi-Sancta – Cosi-Sancta, EA in der Werkausgabe Kehl, 8°
- 1784: Komödie Le Baron d’Otrante – Der Baron von Otranto, EA Werkausgabe Kehl, Band IX, 8°; S. 199–222.online
- 1784: Opernlibretto Tanis et Zélide (Tanis und Zélide), EA Werkausgabe Kehl, Band IX, 8°; S. 291–333.online Verfasst 1733
- 1784: Abhandlung Traité de Metaphysique – Metaphysische Abhandlung, EA Werkausgabe Kehl, Band XXXII, S. 12–76.online
- 1798: Ratschlag in Versen Conseils de Voltaire à Helvétius – Ratschläge an Helvetius, EA in Horace übersetzt von C. Lefébvre-Laroche, ohne Drucker, Paris, 12°. Verfasst 1737–1738
- 1802: Notizen Pensées, remarques et observations de Voltaire, Ouvrage posthume – Gedanken, Anmerkungen und Beobachtungen Voltaires, posthumes Werk, EA Barba, Pugens, Fuchs, Paris, 8°, XVI, 156 S., Bengesco Nr. 1878.
- 1820: Tragödie (Fragmente) Amulius et Numitor – Amulius und Numitor, EA in den Pièces inédites. S. 13.online Bengesco Nr. 1. BnF Nr. 755. Verfasst 1706
- 1820: Komödie Les Originaux ou Monsieur du Cap-Vert, in: Oeuvres de Voltaire, Band IX, Paris, Lequien. Verfasst 1732
- 1821: Tragödie Le Duc d’Alençon ou les Frères ennemis, Tragédie par M. de Voltaire, Ouvrage inédit publié pour la prémiere fois par M. Louis de Bois, EA Paris, Pluquet et Brissot-Thivars, 1821, 8°, X, 35 S.
- 1830: Komödie (Fragment) Thérèse, EA Lefèvre und Didot, Paris; 8°; 16 S. Bengesco Nr. 178. BnF Nr. 1558. Verfasst 1743 online
- 1822: Komödie L’Envieux (Der Neider), EA Didot frères, Paris; 8°; 68 S. Verfasst 1738 online
- 1985: Tragödie Alamire (Alamire), The complete works of Voltaire, Band 10, Oxford, Voltaire Foundation: Taylor Institution, 1985

## Beispiele zeitgenössischer deutscher Ausgaben der Werke Voltaires
Alte Übersetzungen weisen mitunter stilistische und sachliche Fehler auf. Auch kommen Auslassungen und Sinnveränderungen oder gar Sinnentstellungen vor, wenn der Übersetzer konträre politische oder religiöse Auffassungen vertrat. Im Einzelfall ist daher immer ein Vergleich mit dem Originaltext erforderlich. Nach Günther Mensching sind die frühen Übersetzungen von Mylius und Romanus meist ohne größere Fehler. Nur ein Teil von Voltaires Schriften wurde seit dem 18. Jahrhundert ins Deutsche übersetzt. Im Handel sind aktuell nur wenige Titel verfügbar.
- La Mort de César - Der Tod des Cäsars, zweisprachige Ausgabe, übersetzt von M. J. F. Scharffenstein, Adam Jonathan Felßeckers Erben, Nürnberg, 1737.
- Alzire, oder die Amerikaner aus dem Franzoesischen uebertragen, Übersetzung von P. Stueven, Felginers Wittwe und Sohn, Hamburg, 1739, 8°, (12), 72 S.
- Die Schwärmerey, oder Mahomet der Prophet (Mahomet), Anonyme Übersetzung, Braunschweig 1748.
- Mahomet der Lügenprophet (Mahomet), Anonyme Übersetzung, Wien 1749.
- Zadig eine ganz neue Morgenländische Geschichte nebst dem Lauf der Zeit des Herrn von Voltaire. Aus dem französischen in das Deutsche übersetzet, Anonyme Übersetzung, Abram Vandenhoeck, Univ. Buchh., Göttingen, 1749.
- Eines Ungenannten Tempel der Liebe zu Gnidus, Und des Herrn von Voltaire Tempel des guten Geschmacks und der Freundschaft, Paul Mevius, Gotha, 1750.
- "Die Zeiten Ludewigs des vierzehnten, aus dem Französischen des Herrn von Voltaire übersetzt", Berlin ohne Drucker, Erster Teil, zweiter Teil, 544 S., 475 und 34 S. Register, 1752.
- Sammlung aller Streitschriften von der Kraft und den Wirkungen der Körper zwischen Maupertuis und Prof. König, darunter der Doktor Akakia, Übersetzt von Luise Adelgunde Victorie Gottsched, 1753.
- Merope, ein Trauerspiel in 5 Aufzügen, aus dem Französischen des Herrn von Voltaire in deutsche Verse übersetzet von einem Liebhaber der deutschen Dichtkunst (Merope), Übersetzung: anonym, EA Walther, Dresden, 1754.
- Leben des Moliere, aus dem Französischen des Herrn Voltaire, ohne Übersetzerangabe, bei Friedrich Lankinschens Erben, Leipzig, 1754.
- Oedipus, ein Trauerspiel, aus dem Französischen des Herrn von Voltaire, übersetzt von Heinrich Gottlieb Koch, Krauß, Wien, 1756.
- Geschichte Carls des Zwoelften, Koenigs von Schweden, durch den Herrn von Voltaire. Nach den neuesten Verbesserungen und Zusaetzen der franzoesischen Urschrift eingerichtet, auch mit einigen Anmerkungen, Erlaeuterungen und Nachrichten deutsch herausgegeben von einem Ehrenmitgliede der koeniglich großbrittannischen und churfuerstlichhannoverischen deutschen Gesellschaft zu Goettingen, Garbe, Göttingen, 1756.
- Versuch einer allgemeinen Weltgeschichte, worinnen zugleich die Sitten und das Eigene derer Völkerschaften von Carln dem Großen an bis auf unsere Zeiten beschrieben werden, ohne Übersetzerangabe, Dresden, Walther, 1760.
- Schriften des Babue oder die Welt wie sie ist (Babouc), ohne Impressum (Lemgo, Meyer), 1761. 288 S.
- Geschichte des russischen Reiches unter Peter dem Großen, (1. Teil), Übersetzung von Johann Michael Hube, herausgegeben von Anton Friedrich Büsching, Heinrich Ludwig Brönner, Frankfurt, 1761. 2. Teil im gleichen Verlag 1763, 310 S.
- Tankred ein Trauerspiel des Herrn von Voltaire, ohne weitere Angaben (Nach Fromm,VI,286: Hertel, Hamburg), 1762.
- Alzire, oder die Amerikaner. Ein Trauerspiel in fünf Aufzügen. Aus dem Französischen von Luise Adelgunde Victorie Gottsched, 1762.
- Der Waise in China, ein Trauerspiel von 5 Aufzügen aus dem Französischen des Herrn von Voltaire, in teutsche Verse übersetzt... von Ludwig Korn, Wien, im Kraussischen Buchladen, 1763, II, 80 S.
- Geheime Briefe Frankfurt und Leipzig, 1765, 126 S.
- Von Allen ein Wenig oder die Vergnügungen des Landes, aus dem Französischen des Herrn von Voltaire, Frankfurt und Leipzig, 1767, 120 S.
- Der Freymuethige, eine wahrhafte Geschichte Frankfurt und Leipzig, 1768, 140 S.
- Mahomet der Prophet (Mahomet), übersetzt von Johann Friedrich Löwen, Leipzig, 1768.
- Erzählungen und Abhandlungen aus seinen neuesten Schrifften, Übersetzung: anonym, Frankfurt und Leipzig 1768.
- Der Richter oder königliche Rat, Übersetzung: Karl Franz Romanus, EA in: Des Herrn von Voltaire gemischte Schriften, (unbekannt), Frankfurt und Leipzig 1768–75.
- Von der Gewißheit (Certain, certitude aus: Questions sur L’Encyclopèdie), Übersetzung: Karl Franz Romanus, EA in: Des Herrn von Voltaire gemischte Schriften, (unbekannt), Frankfurt und Leipzig 1768–75.
- Die Rechte der Menschen und die Anmaßungen der Päpste (Droits des hommes et usurpations des papes), Übersetzung: Karl Franz Romanus, EA in: Des Herrn von Voltaire gemischte Schriften, (unbekannt), Frankfurt und Leipzig 1768–75.
- Wie weit man das gemeine Volk hintergehen müsse (Jusqu'à quel point on peut tromper le peuple), Übersetzung: Karl Franz Romanus, EA in: Des Herrn von Voltaire gemischte Schriften, (unbekannt), Frankfurt und Leipzig 1768–75.
- Charlot oder die Gräfin von Givri, ein Lustspiel in drey Aufzügen. nach dem Französischen des Herrn von Voltaire vor die deutsche Bühne in Prag übersetzt, Prag, Johann Pruschin Wittib, 1772, 8°, 50 S. online
- Kandid oder die beste Welt, übersetzt von J. A. Philippi, Riga/Leipzig, 1776.
- Kandide oder die beste Welt. Aufs neue verdeutscht, Übersetzung: Wilhelm Christhelf Sigmund Mylius, Himburg, Berlin, 1778.
- Preis der Gerechtigkeit und Menschenliebe, Übersetzung: anonym, EA Carl Friedrich Schneider, Leipzig, 1778.
- Anmerkung des Herrn Voltaire über das Buch von Verbrechen und Strafen, in: Beccaria: Von Verbrechen und Strafen, Übersetzung: anonym, EA (Korn), Breslau, 1778.
- Der unwissende Philosoph, aus dem Französischen von Voltaire, unbekannter Übersetzer, Johann Georg Mößle, Berlin und Leipzig, 1785.
- Der Advocat und sein Klient (Dialogue entre un plaideur et un avocat), Übersetzung: Johann Christhelf Mylius, EA in: Voltaires sämtliche Schriften, Band 2, (Arnold Wever), Berlin 1786–94.
- Der Philosoph und der Finanzkontrolleur (Dialogue entre un philosophe et un contrôleur général des finances), Übersetzung: Johann Christhelf Mylius, EA in: Voltaires sämtliche Schriften, Band 2, (Arnold Wever), Berlin 1786–9,
- A.B.C., Übersetzung: Johann Christhelf Mylius, EA in: Voltaires sämtliche Schriften, Band 2, (Arnold Wever), Berlin 1786–94.
- Über Gewissensfreiheit (Libérté de conscience), Übersetzung: Johann Christhelf Mylius, EA in: Voltaires sämtliche Schriften, Band 2, (Arnold Wever), Berlin 1786–94.
- Die endlich einmal von vielen Almosenpflegern S. M. d. Kön. v. Preußen erklärte Bibel, London (Wien, Mößle, 1787)
- Über die Toleranz; veranlaßt durch die Hinrichtung des Johann Calas im Jahre 1762, Übersetzung ohne die drei Schlusskapitel: anonym, EA (unbekannt), Berlin, 1789. Die drei Schlusskapitel wurden 1979 in der Syndikatsausgabe der Schriften 1 Voltaires durch Anglika Oppenheimer.
- Mahomet (Mahomet), übersetzt und bearbeitet von Johann Wolfgang von Goethe, Cotta, Tübingen 1802; Reclam, Leipzig 1905.
- Tancred (Tancred), übersetzt und bearbeitet von Johann Wolfgang von Goethe, Cotta, Tübingen 1802.
- Von den Titeln  (Des Titres), übersetzt von Gotthold Ephraim Lessing in G. E. Lessings Übersetzungen aus dem Französischen Friedrichs des Großen und Voltaires, hrsg. v. Erich Schmid, Berlin 1892.
- Denkwürdigkeiten aus dem Leben des Herrn de Voltaire / aufgezeichnet. von ihm selbst (Mémoires pour servir à la vie de M. de Voltaire: écrits par lui-même), Übersetzung Hans Balzer, Berlin 1958.
- Der unwissende Philosoph. Aus dem Französischen von Ulrich Bossier. Nachwort von Tobias Roth. Reclam Verlag, Ditzingen 2022, ISBN 978-3-15-014169-4.

## Beschlagnahmen, Verbote und Verbrennungen von Schriften Voltaires
Ein wichtiger Punkt für die Rezeption und die Veröffentlichungsgeschichte der Schriften Voltaires sind die staatlichen und kirchlichen Verbote, die Beschlagnahmungen und die öffentlichen Verbrennungen der Bücher. Ein Großteil der Werke, dazu gehört vor allem das dramatische Werk wurde von Voltaire offiziell der Zensur vorgelegt und erhielt dann die Zulassung und das Privileg. Bereits 1723 bei der anstehenden Veröffentlichung der „La Ligue“ war klar, dass die Zensur die damals brisante Thematik der zurückliegenden Religionskriege nicht billigen würde. Voltaire entschloss sich zu einer heimlichen Verbreitung. Der Druck erfolgte unter falschem Impressum in Rouen. Die zweitausend Exemplare der Erstausgabe wurden in Möbeltransporten heimlich in Paris eingeschmuggelt. 1730 scheiterte ein ähnlicher Versuch, die „Histoire de Charles XII“ über den Wasserweg in die Stadt zu bringen, an der Wachsamkeit der „Garde des Sceaux“. Das Buch wurde dennoch in Frankreich weder verboten noch indiziert, obwohl es etliche politisch bedenkliche und kirchlich verdammenswerte Passagen enthielt. Voltaire selbst ging gerichtlich gegen den schwarzen Verlagshandel seiner Zeit vor. Auf seine Anzeige hin wurden die 1200 Exemplare der Saillant-Ausgabe des „Histoire de la Guerre de 1741“ 1755 beschlagnahmt und in der Bastille festgehalten. In der Periode der Aktion „Ecrasez l’Infame“ bildete sich eine gewisse Routine heraus. Die Verbote folgten der Reihenfolge Genf, Paris und Rom. Im Titel und Impressum der Erstausgaben spiegelt sich der Spott und Spaß Voltaires an der Auseinandersetzung mit der Institution Zensur wider. Auch die Gegenseite reagierte. 1759 wurde Voltaires gelungene und korrekte Übertragung schon wegen der Autorschaft und der Dedikation an Friedrich II. von Preußen auf den Index Romanus gesetzt. Dessen ungeachtet veröffentlichte Voltaire auch auf der offiziellen Schiene, auf der er 1773 kurioserweise selbst eine Schlappe einstecken musste. Der Zensor Martin hielt das Manuskript der Tragödie „Les Loix de Minos“ monatelang zurück, während er es längst unter der Hand an den Valadé, einem weiteren Vertreter des schwarzen Verlagshandels, verkauft hatte.
- Histoire de Charles XII: Beschlagnahme und Vernichtung der ersten Ausgabe 1730 durch die Garde des Sceaux auf Anordnung höherer Stelle
- Lettres Philosophiques: Verdammung durch den Pariser Gerichtshof (Parlement de Paris) und Anordnung der öffentlichen Verbrennung am 10. Juni 1734. Auf den Index gesetzt in Rom am 4. Juli 1752.
- Recueil des Pièces fugitives en prose et en vers, par M. de V***: Beschlagnahmung durch den Conseil du Roi und Anordnung der Vernichtung am 4. Dezember 1739, Schließung der Buchhandlung Praults für drei Monate
- Diatribe du Docteur Akakia: Beschlagnahme und Verbrennung auf Anordnung von Friedrich II. am 24. Dezember 1752 Auf dem Gendarmenmarkt.
- Werkausgabe Dresden bei Walther: Auf den Index gesetzt in Rom am 22. Februar 1753.
- Histoire des Croisades: Auf den Index gesetzt in Rom am 11. März 1754.
- Le Sermon des Cinquante: Auf den Index gesetzt in Rom am 8. Juli 1765.
- Abrege de l‘histoire universelle: Auf den Index gesetzt in Rom am 21. November 1757.
- La Pucelle: Auf den Index gesetzt am 20. Januar 1767 in Rom
- La Voix du Sage: Auf den Index gesetzt am 25. Juni 1750 in Rom
- Histoire des Croisades: Auf den Index gesetzt am 11. März 1754 in Rom
- Histoire de la Guerre de 1741: Beschlagnahme der unautorisierten ersten Ausgabe am 17. November 1755 auf Betreiben von Voltaire; Freigabe auf königlichen Befehl am 14. Januar 1756
- Poème sur la loi naturelle: Verbot durch den Pariser Gerichtshof 1759
- Précis de l’Ecclésiaste et Précis du Cantique des Cantiques: Verdammung durch den Pariser Gerichtshof und Anordnung der Verbrennung am 3. September 1759
- Les Lettres de Charles Gouju: Auf den Index gesetzt in Rom am 24. Mai 1762.
- Traité sur la Tolerance: Auf den Index gesetzt am 3. Februar 1766 in Rom
- Saul: Auf den Index gesetzt am 8. Juli 1765 in Rom
- Testament de Jean Meslier: Auf den Index gesetzt am 8. Juli in Rom.
- Catechisme de l’honnete-homme: Verdammung durch den römischen Gerichtshof am 8. Juli 1765
- Dictionnaire philosophique portatif: öffentliche Verbrennung am 26. September 1764 in Genf, verurteilt zur Verbrennung am 19. März 1765 in Paris, auf den Index gesetzt am 8. Juli 1765 in Rom
- La Philosophie de l’histoire: Verbote in Genf, Paris und Rom (12. Dezember 1768)
- La Pucelle: Auf den Index gesetzt am 20. Januar 1757 in Rom
- La Guerre Civile de Génève: am 16. April 1768 durch de Rat der Stadt Genf verboten.
- Commentaire sur le Livre des Delits et des Peines: Auf den Index gesetzt in Rom am 19. Juli 1768.
- Essai historique et critique sur Les dissentions des Eglises de Pologne: Auf den Index gesetzt in Rom am 12. Dezember 1768.
- Les Droits des Hommes et les Usurpations des autres: Auf den Index gesetzt am 1. August 1769 in Rom
- Instructions du Gardien des Capucins de Raguse: Auf den Index gesetzt in Rom am 3. Dezember 1770.
- Dieu et les Hommes: verurteilt zu Verbrennung vor dem Pariser Parlament am 18. August 1770
- L’homme aux quarante écus: Auf den Index gesetzt und Verurteilung zur Verbrennung am 29. November 1771 in Rom.
- Collection des Lettres sur Les miracles: Auf den Index gesetzt in Rom am 29. November 1771.
- Les Questions de Zapata: Auf den Index gesetzt in Rom am 29. November 1771.
- L’examen important de Milord Bolingbroke: Verurteilung am 29. November 1771 in Rom
- Les Sigularités de la Nature: auf den Index gesetzt am 16. Januar 1770 in Rom
- L‘A, B, C: Auf den Index gesetzt in Rom am 11. Juli 1776.
- Lettres d‘Amabed: Auf den Index gesetzten Rom am 14. November 1779.
- Les Pensees de Pascal: Auf den Index gesetzt in Rom am 18. September 1789.

## Liste der Gesamtausgaben

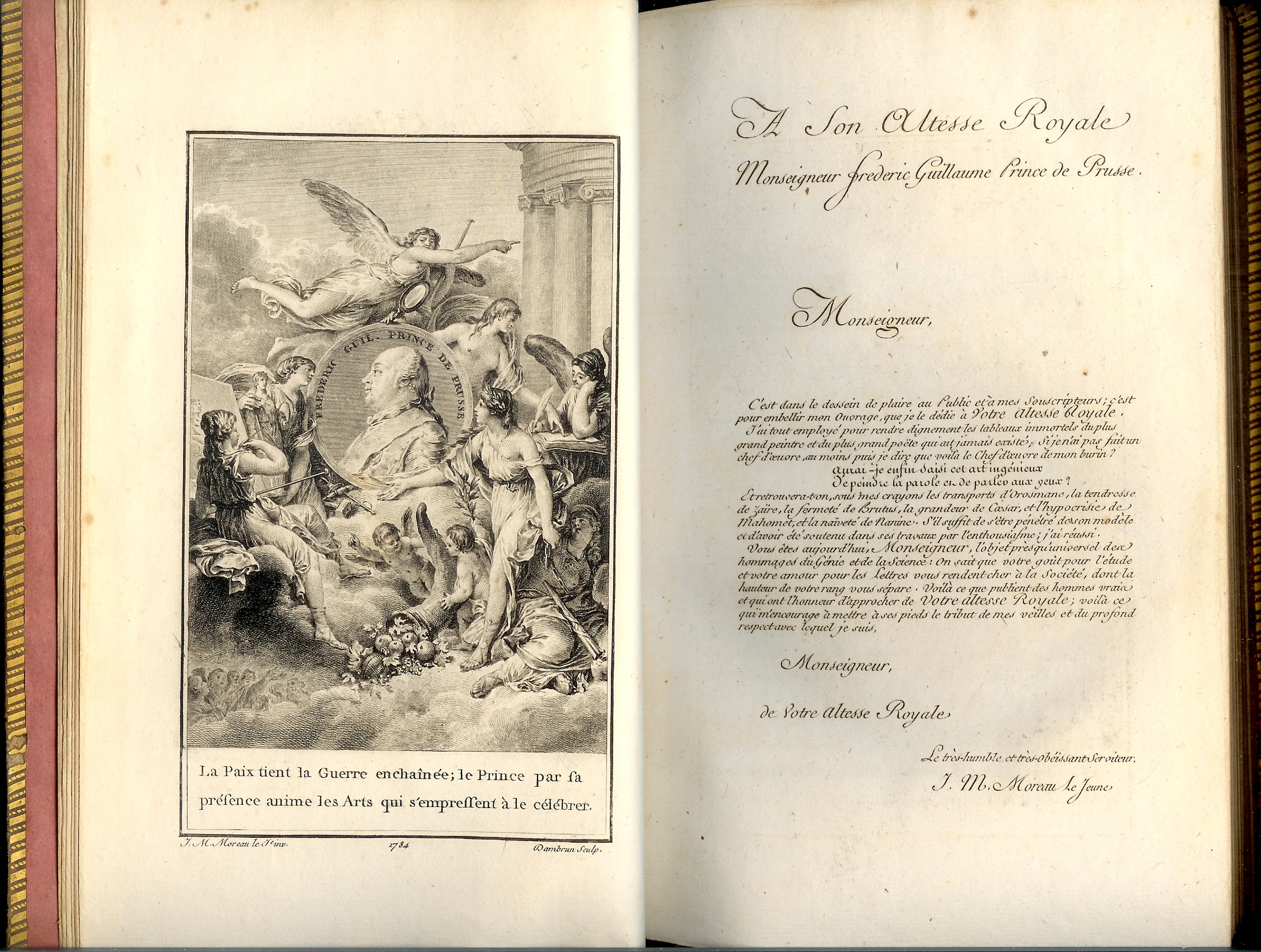
Widmungsblätter im 10. Band der Kehler Werkausgabe von Jean-Michel Moreau

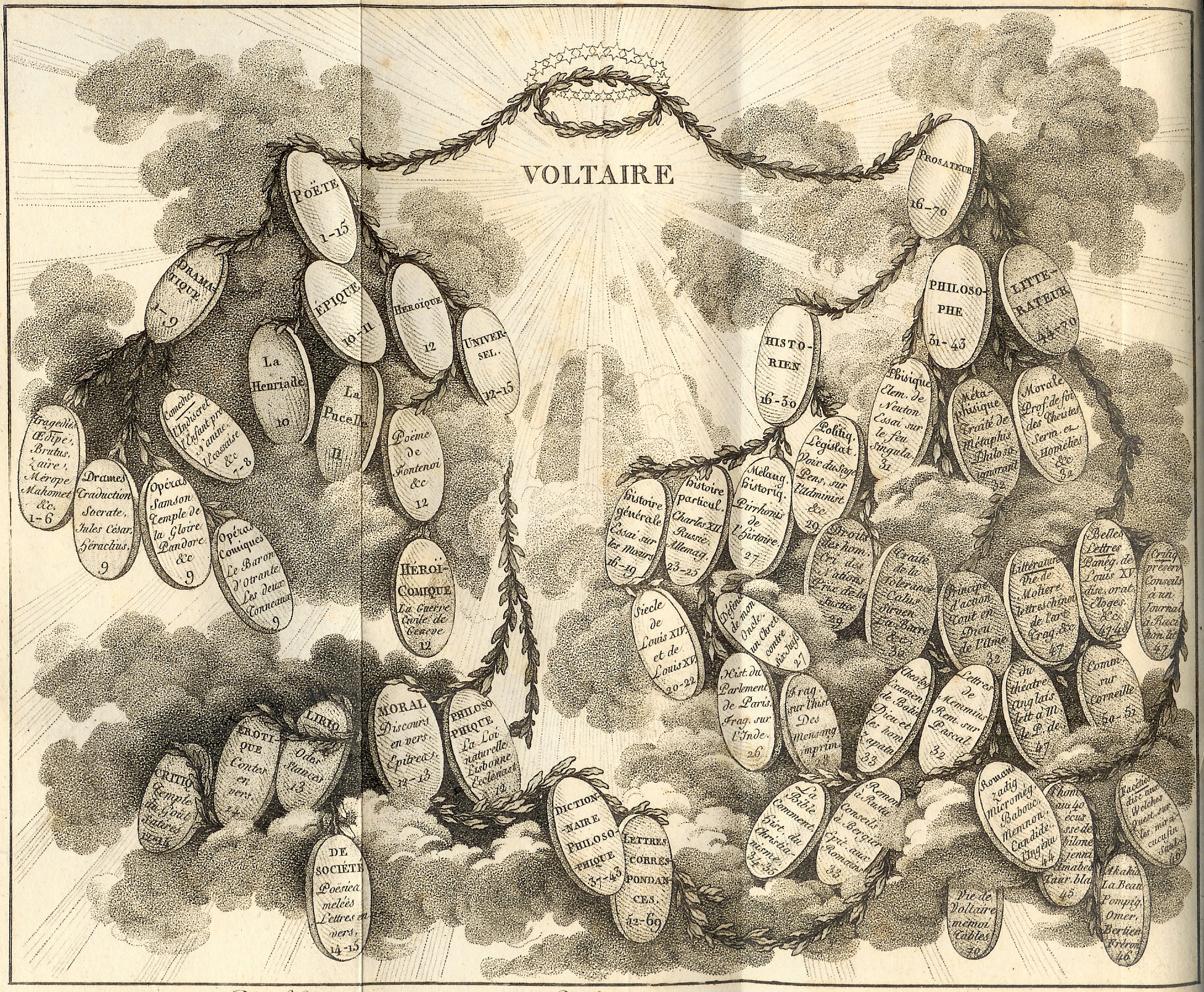
Ordnungsplan im 70. Band der Kehler Werkausgabe von Jean-Michel Moreau

Ab 1728 erschienen in dichter Folge Gesamtausgaben der Werke Voltaires. Ihr literarischer Wert bemisst sich daran, inwieweit Voltaire eigenhändig an der Herausgabe beteiligt war und in welchem Umfang erstveröffentlichte Texte eingearbeitet sind. Der überwiegende Teil der Ausgaben des 18. Jahrhunderts entstand außerhalb Frankreichs, schon allein um einer Beschlagnahme durch die Behörden zu entgehen. Die Bibliographie der frühen Ausgaben weist auch heute noch Überraschungen auf. Durch Andrew Brown sind 2007 in c18 drei Bände einer eigenständigen Ausgabe mit dem Impressum „Rotterdam 1741“ erstbeschrieben.
Die wichtigsten Gesamtausgaben in chronologischer Reihenfolge sind
- 1. die Ausgabe Ledet 1738, an der Voltaire die Mitwirkung beim Erscheinen des 5. Bandes einstellte. Die Bände 7, 8 und 9 sind selten. Ihre Existenz wurde erst in den letzten Jahrzehnten publik.
- 2. die Ausgabe Trévoux 1746, an der Voltaire indirekt über Thiériot beteiligt war. In ihr sind Kapitel zum Siècle de Louis XIV vorveröffentlicht.
- 3. die Ausgabe Walther 1748, an deren Edition Voltaire, großen Anteil hatte und die eine beträchtliche Anzahl erstveröffentlichter Texte enthält.
- 4. die Ausgabe Lambert 1751, die als erste offizielle französische Ausgabe gilt.
- 5. die erste Werkausgabe von Cramer 1756, der sich die Erstfassung de Essai sur les Moeurs anschließt.
- 6. die Ausgabe Cramer 1775, die aufgrund ihrer Textumrahmung als „L’encadrée“ bezeichnet wird.
- 7. die erste umfassende Ausgabe Kehl 1784 (1785), das ambitionierteste verlegerische Unternehmen des 18. Jahrhunderts, unter der Herausgeberschaft von Pierre Augustin Caron de Beaumarchais und Marie Antoine Nicolas de Caritat, Marquis de Condorcet.
- 8. die Ausgabe Didot und andere 1828 herausgegeben von A. Beuchot.
- 9. die kommentierte Ausgabe Moland 1877.
- 10. die Ausgabe Oxford 1968, die den jeweiligen Basistext unter bibliographischen Verweisen zu rekonstruieren versucht.

Die folgende chronologische Auflistung orientiert sich hinsichtlich der Signatur an den Veröffentlichungen des c18:
- 1728: Oeuvres de M. Arouet de Voltaire, Gosse, La Haye, 8°; 3 Einzeltitel in einem Band, OC28
- 1732: Oeuvres de M. de Voltaire, Ledet oder Desbordes, Amsterdam, 8°; 2 Bände, OC32
- 1736: Oeuvres de Voltaire, Drucker unbekannt, Amsterdam (wohl Rouen), 12°; 4 Bände, OC36
- 1737: Oeuvres de monsieur de Voltaire, Brandmüller, Basel, 8°; 4 Bände, OC37
- 1738: Oeuvres de M. de Voltaire, Ledet oder Desbordes, Amsterdam, 8°; 9 Bände bis 1756, OC38
- 1739: Oeuvres de M. de Voltaire, Compagnie des libraires, Amsterdam (wohl Rouen), 8°; 3 Bände, OC39
- 1740: Oeuvres de M. de Voltaire, Compagnie des libraires (Paupie), Amsterdam (wohl Rouen), 12°; 4 Bände, OC40
- 1741: Oeuvres de M. de Voltaire, Compagnie des libraires, Amsterdam (wohl Rouen), 12°; 4 Bände, OC41R
- 1741: Oeuvres de M. de Voltaire, Compagnie des libraires (Didot und Barrois), Amsterdam (Paris), 12°; 5 Bände bis 1742, OC41C
- 1741: Oeuvres de M. de Voltaire, Au depens de la compagnie des libraires, Rotterdam (Frankreich), 12°; 4 Bände, OC41R
- 1742: Oeuvres melées de M. de Voltaire, Bousquet (Didot und Barrois), Génève (Paris), 12°; 5 Bände, OC42
- 1743: Oeuvres de M. de Voltaire, Arkstée et Merkus, Amsterdam oder Leipzig, 8°; 6 Bände bis 1745, OC43
- 1746: Oeuvres diverses de M. de Voltaire, Nourse, Londres (Trévoux), 12°; 6 Bände, OC46
- 1748: Oeuvres de M. de Voltaire, Walter, Dresden, 8°; 10 Bände bis 1754, OC48D
- 1748: Titel unbekannt, ohne Drucker (Machuel), ohne Ort (Rouen), 8°; 12 Bände, OC48R
- 1750: La Henriade et autres ouvrages, Societé, Londres (Rouen), 12°; 10 Bände bis 1752, OC50
- 1751: Oeuvres de M. de Voltaire, Lambert, Paris, 12°; 11 Bände, OC51
- 1752: Oeuvres de M. de Voltaire, Walter, Dresden, 8°; 9 Bände bis 1770, OC52D
- 1756: Collection complette des oeuvres de M. de Voltaire, Cramer, Génève, 8°; 17 Bände, OC56G
- 1757: Collection complette des oeuvres de M. de Voltaire, Cramer, Génève, 8°; 10 Bände, OC57G1
- 1757: Collection complette des oeuvres de M. de Voltaire, Cramer, Génève, 8°; 10 Bände in einer Neuauflage, OC57G2
- 1757: Oeuvres de M. de Voltaire, ohne Drucker (Lambert), (Paris), 12°; 22 Bände, OC57P
- 1758: Supplément aux oeuvres de M. de Voltaire, ohne Drucker (Lambert), Londres (Paris), 12°; 2 Bände, SO58
- 1761: Nouveau volume pour joindre aux autres, ohne Drucker (Prault), ohne Ort (Paris), 8°; 2 Bände, OC61
- 1764: Collection complette des oeuvres de M. de Voltaire, ohne Drucker (Cramer) und Ort (Génève), 8°; 10 Bände, OC64G
- 1764: Collection complette des oeuvres de M. de Voltaire, Compagnie (Machuel?), Amsterdam (Rouen?), 12°; 22 Bände, OC64R
- 1768: Collection complette des oeuvres de M. de Voltaire, Cramer und Panckoucke, Genf und Paris, 4°; 30 Bände, OC68
- 1770: Collection complette des oeuvres de M. de Voltaire, ohne Drucker (Cramer), ohne Ort (Génève), 8°; 10 Bände, OC70G
- 1770: Collection complette des oeuvres de M. de Voltaire, Grasset, Lausanne, 8°; 57 Bände bis 1781, OC70L
- 1770: Collection complète des oeuvres de M. de Voltaire, ohne Drucker (Plomteux), Génève (Liège), 8°; 32 Bände, OC71L
- 1771: Oeuvres de M. de V...., ohne Drucker (Panckocke), Neuchâtel (Paris), 8°; 40 Bände bis 1777, OC71P
- 1772: Collection complette des oeuvres de M. de Voltaire, ohne Drucker (Cramer?), ohne Ort (Génève?), 8°; 10 Bände, OC72X
- 1775: La Henriade, divers autres poèmes et toutes les pièces relatives à `l’épopée, ohne Drucker (Cramer & Bardin), ohne Ort (Génève), 8°; 40 Bände mit den Pièces détachées (genannt L’encadrée), OC75G
- 1775: Oeuvres de Mr de Voltaire, ohne Drucker (unbekannt), ohne Ort (Lyon?), 8°; 40 Bände mit den Pièces détachées, OC75X
- 1784: Oeuvres completes de Voltaire, Société Littéraire Typographique, ohne Ort (Kehl), 8°; 70 Bände bis 1789, OC84K Digitalisat der Uni Halle
- 1784: Oeuvres completes de Voltaire, Ettinger, Gotha, 8°; 71 Bände
- 1784: Oeuvres completes de Voltaire, Thourneisen (Ettinger), Basel (Gotha), 8°; 71 Bände
- 1785: Oeuvres completes de Voltaire, Société Littéraire Typographique, ohne Ort (Kehl), 8°; 70 Bände bis 1789, OC85K8
- 1785: Oeuvres completes de Voltaire, Société Littéraire Typographique, ohne Ort (Kehl), 12°; 92 Bände bis 1789, OC85K12
- 1789: Oeuvres completes de Voltaire, Société Littéraire Typographique, ohne Ort (Kehl), 4°; nur 2 Bände 1789,
- 1791: Oeuvres completes de Voltaire, La Mollière, Lyon, 12°; 100 Bände
- 1791: Oeuvres completes de Voltaire, Thourneisen (Mollière), Basle (Lyon), 12°; 100 Bände
- 1791: Oeuvres completes de Voltaire, Sanson (Mollière), Deux Ponts (Lyon), 12°; 100 Bände
- 1791: Oeuvres completes de Voltaire, Ohne Drucker (Mollière), Hambourg (Lyon), 12°; 100 Bände
- 1792: Oeuvres completes de Voltaire, Poinsot, Paris, 8°; 55 Bände bis 1800
- 1792: Oeuvres completes de Voltaire, Stoupe und Sérvière, Paris, 8°; 55 Bände
- 1809: Oeuvres choisies de Voltaire, Didot ainé, Paris, 12°; 20 Bände
- 1809: Oeuvres choisies de Voltaire, P. und F. Didot, Paris, 18°; 52 Bände
- 1809: Oeuvres choisies de Voltaire, Hernan, Paris, 8°; 20 Bände
- 1817: Oeuvres complètes de Voltaire, Desoer, Paris, 8°; 13 Bände bis 1819
- 1817: Oeuvres complètes de Voltaire, Perronau & Cerioux, Paris, 8°; 59 Bände bis 1821
- 1817: Oeuvres complètes de Voltaire, Levèvre und Déterville, Paris, 8°; 42 Bände bis 1820
- 1820: Oeuvres complètes de Voltaire, Perroneau, Paris, 8°; 42 Bände
- 1820: Oeuvres complètes de Voltaire, Du Bois, Paris, 12°; 56 Bände bis
- 1820: Oeuvres complètes de Voltaire, Renouard, Paris, 12°; 56 Bände bis 1825
- 1820: Oeuvres complètes de Voltaire, de Fortic, Paris, 8°; 66 Bände
- 1822: Oeuvres complètes de Voltaire, ohne Drucker, Toul, 18°; 60 Bände
- 1822: Oeuvres complètes de Voltaire, Plancher, Paris, 18°; 60 Bände bis 1825
- 1822: Oeuvres complètes de Voltaire, Lequien, Paris, 12°; 44 Bände bis 1826
- 1824: Oeuvres complètes de Voltaire, Delangle, Paris, 8°; 95 Bände bis 1832
- 1825: Oeuvres complètes de Voltaire, Dupont, Paris, 8°; 70 Bände bis 1827
- 1825: Oeuvres complètes de Voltaire, Touquet, Paris, 8°; 70 Bände bis 1827
- 1825: Oeuvres complètes de Voltaire, Baudoin, Paris, 8°; 75 Bände bis 1831
- 1826: Oeuvres complètes de Voltaire, Didot ainé, Paris, 12°; 75 Bände bis 1827
- 1827: Oeuvres complètes de Voltaire, Garnery, Paris, 12°; 75 Bände
- 1827: Oeuvres complètes de Voltaire, Ode et Wodon, Bruxelles, 18°; 125 Bände
- 1828: Oeuvres complètes de Voltaire, avec Préfaces, Avertissements, Notes etc., Par M. Beuchot, Lefèvre, Firmin Didot frères, Werdet et Lequien fils, Paris, 8°; 70 Bände bis 1834
- 1828: Oeuvres complètes de Voltaire, Schweizerbart, Stuttgart, 12°; 71 Bände bis 1830
- 1831: Oeuvres complètes de Voltaire, Armand-Aubrée, Paris, 8°; 54 Bände
- 1835: Oeuvres complètes de Voltaire, Furne, Paris, 8°; 13 Bände bis 1838
- 1846: Oeuvres complètes de Voltaire, Furne & Perrotin, Paris, 8°; 13 Bände
- 1858: Oeuvres complètes de Voltaire, Firmin-Didot, Paris, 6 Bände bis 1860
- 1859: Oeuvres complètes de Voltaire, Hachette, Paris, 8°; 35 Bände bis 1862
- 1867: Oeuvres complètes de Voltaire, Aux bureaux du siècle, Paris, 4°; 9 Bände
- 1876: Oeuvres complètes de Voltaire, Firmin-Didot, Paris, 8°; 13 Bände bis 1878
- 1877: Oeuvres complètes de Voltaire, Nouvelle édition avec notices, préfaces, variantes, table analytique, les notes et tous les commentaires et des notes nouvelles, conformé pour le texte a l’édition de Beuchot..., Garnier Frères, Paris, 8°; 50 Bände bis 1883 (Betreut von Louis Moland), 2 Ergänzungsbände bis 1885
- 1968–2022: Oeuvres complètes de Voltaire (OVC), Institut et Musée Voltaire & Voltaire Foundation, Génève und Oxford, 205 Bände[10]